# Si salvi chi vuole
Si salvi chi vuole è un film del 1980 diretto da Roberto Faenza.

## Trama
Stefano è un deputato comunista costretto a fare il pendolare tra Roma e Bologna, dove vive con la moglie Luisa. Suo figlio Enrico, il più piccolo, è affetto da meteorismo che non si riesce a curare e, mentre nell'ambiente scolastico si trova a disagio, a casa non ha problemi di alcun tipo, spiando a volte i genitori e le spregiudicatezze della sorella. Questa, l'adolescente Antonella, decide di fuggire da casa ma, ritorna poco dopo con il napoletano Poldo. Luisa, fedele alla sua comprensività, difende la nuova situazione. Stefano, che generalmente tende ad essere molto calmo e ordinato, va a Roma per cercare di stare tranquillo. Ma Luisa lo raggiunge subito e lo convince a tornare a casa per una festa di società nel corso della quale Poldo e il suo cane Epicuro provocano disastri tali da far impazzire il padrone di casa. La notizia che Antonella è incinta da due mesi lo coglierà ancora una volta di sorpresa.